# Martin O’Malley
Martin Joseph O’Malley (ur. 18 stycznia 1963 w Waszyngtonie) – amerykański polityk, członek Partii Demokratycznej. W latach 1999–2007 pełnił funkcję burmistrza miasta Baltimore. W roku 2007 został gubernatorem stanu Maryland, pokonując w wyborach kandydata republikanów, wcześniejszego gubernatora, Roberta Ehrlicha. Urzędowanie zakończył w 2015